# De Grote Drie
De Grote Drie (traducción del neerlandés: Los Tres Grandes) es la denominación dada a los tres clubes más exitosos y hegemónicos del fútbol neerlandés que son el Ajax de Ámsterdam, el Feyenoord de Róterdam y el PSV de Eindhoven. Estos clubes son los más exitosos y hegemónicos del fútbol nacional de los Países Bajos desde la profesionalización del fútbol en la década de 1950, desplazando a los clubes decanos como el Sparta Róterdam, el VV La Haya o el RAP Amsterdam. Desde la implementación de la Eredivisie como campeonato nacional bajo el sistema de todos contra todos en 1956, desplazando el anterior sistema de clasificación por campeonatos regionales, los tres grandes han ganado 56 de las 61 ediciones y la posición más baja obtenida por uno de ellos fue el PSV con el 14° puesto mientras que las posiciones más bajas de Ajax y Feyenoord han sido el 13° puesto. Desde la implementación del primer campeonato nacional en 1898 acumulan 70 de las 127 ediciones disputadas, así como son los tres clubes más laureados de la Eredivisie y el Campeonato Neerlandés de Fútbol, de la Copa de los Países Bajos y de la Supercopa de los Países Bajos, siendo también los únicos clubes neerlandeses que han ganado alguna competición europea, (los tres han logrado la Liga de Campeones de la UEFA y la Copa de la UEFA), así como los clubes neerlandeses con mayor trayectoria en el fútbol nacional e internacional.

## Trofeos
Notas: Actualizado hasta temporada 2022-23 (incluida).
| Equipo    | Nacional | Nacional | Nacional | Nacional       | Internacional | Internacional | Internacional | Internacional | Internacional | Internacional | Internacional       | Total |
| Equipo    | ED       | KB       | JCS      | Total Nacional | CL            | CWC           | EL            | USC           | UIC           | IC            | Total Internacional | Total |
| --------- | -------- | -------- | -------- | -------------- | ------------- | ------------- | ------------- | ------------- | ------------- | ------------- | ------------------- | ----- |
| Ajax      | 36       | 20       | 9        | 65             | 4             | 1             | 1             | 2             | 2             | 2             | 12                  | 77    |
| PSV       | 24       | 11       | 13       | 48             | 1             | -             | 1             | -             | -             | -             | 2                   | 50    |
| Feyenoord | 16       | 13       | 4        | 33             | 1             | -             | 2             | -             | 3             | 1             | 7                   | 40    |

## Futbolistas que han jugado en los 3 clubes
- Ruud Geels (Feyenoord 1966–1970, Ajax 1974-1978, PSV 1981–1982)
- Ronald Koeman (Ajax 1983–1986, PSV 1986–1989, Feyenoord 1995–1997)

## Entrenadores que han dirigido en los 3 clubes
- Hans Kraay Sr. (Ajax 1974–1975, Feyenoord 1982-83, PSV 1986-87)
- Ronald Koeman (Ajax 2001–2005, PSV 2006–2007, Feyenoord 2011–2014)